# Killzone
Killzone är ett förstapersonsskjutarspel som släpptes i mitten av 2005 till spelkonsolen Playstation 2 av Sony Computer Entertainment Europe. Det är en fiktiv berättelse om Kapten Jan Templar och hans medhjälpare som ska hjälpa till att stoppa Helghasts invasion av planeten Vekta.

## Handling
Spelet utspelar sig i en tid av rymdkolonisation där det så kallade Helghast-Imperiet återhämtat sig från sitt nederlag i det första Helghan-kriget och inlett ett blixtkrig mot den yttre så kallade Interplanetära strategalliansens (I.S.A.) koloni på planeten Vekta.
Helghan är Helghasternas planet som ligger inte långt ifrån Vekta. Då människan först kom dit visste de inte om problemet i atmosfären, med följden att många insjuknade och dog. På grund av planetens hårda miljö tvingade Helghasterna att anpassa sig och mutera sig så mycket att de inte längre kan betraktas som mänskliga. De är starkare, snabbare och mer tåliga än människor och har en stark fiendskap mot mänskligheten. De kräver en sorts gasmask och luftbehandlande stridsvagnar som skapar liknande luft som det finns på planeten Helghan. Man kan ganska lätt dra paralleller mellan Helghastsamhället och Nazityskland. I Helghan är det obligatoriskt för varje barn att rekryteras in i armén. Helghasterna är en väldigt farlig fiende.
Spelet utspelar sig i det andra stora Helghastkriget.
Spelaren kan ta rollen som fyra speciella ISA-soldater: Kapten Jan Templar, Shadow Marshal Luger, Sergeant Rico Valasquez och Överste Gregor Hakha.